# Полоцкая духовная семинария
По́лоцкая духо́вная семина́рия — среднее духовное учебное заведение Витебской епархии Русской православной церкви.

## История
В 1807 году митрополитом Белорусской грекокатолической церкви Ираклием Лисовским в имении Струнье (около Полоцка) рядом со своей резиденцией была основана «Белорусская греко-униатская духовная семинария». Сделано это было в соответствии с указом императора Александра I подписанным в декабре 1806 года. Семинария предназначалась для обучения детей белого униатского духовенства и содержалась за счёт имений и части денежных средств, отнятых у базилиан.
В 1808 году митрополитом Ираклием Лисовским были утверждены правила учебно-воспитательного процесса и штат семинарии.
В ноябре 1808 года семинария перемещена в здание Софийского собора в Полоцке.
В 1812 году во время Отечественной войны 1812 года семинария была разграблена французской армией и возобновила свою деятельность в 1813 году в деревне Судиловичи.
В 1821 году семинария вновь переведена в Полоцк.
В 1823—1824 годах преобразована в собственно семинарию с двумя отделениями и трёхклассным училищем при ней.
В 1839 году учебные курсы семинарии были приравнены к курсам семинарий Петербургского и Киевского учебных округов.
После ликвидации в 1839 году грекокатолической церкви семинария стала православной.
В 1840 году переименована в Полоцкую духовную семинарию.
В начале 1840-х годов семинария переведена на казённое содержание.
В 1856 году семинария переведена в Витебск, но продолжала именоваться Полоцкой до декабря 1871 года, когда была переименована в Витебскую духовную семинарию.

## Ректоры
- Аврелий Сулятыцкий, архимандрит (1807—1808), первый ректор[1]
- Игнатий Бобровский (1808—1815)[1]
- Вакантна (1815—1816)[2]
- Григорий  Дружина (1817)[2]
- Вакантна (1818—1822)[2]
- Петр Слонимский (1813—1820), "префект с правами ректора"[3]
- Василий (Лужинский), епископ, "префект с правами ректора" (1820—1822)[3]
- Михаил Шелепин, доктор богословия (1823—1839)
- Филарет (Малышевский) (1840—1849)
- Павел (Доброхотов) (1849—1851)
- Поликарп (Пясецкий) (1851—1853)
- Фотий (Романовский) (1853—1855)
- Митрофан (Стеженский) (1855 - 1856)
- Сергий (Оссовский) (1856 - 1860)
- Анатолий (Станкевич) (1860—1861)
- Никанор (Бровкович) (1865—1868)
- Арсений (Иващенко) (1868—1872)

## Известные выпускники
- Василий (Лужинский), архиепископ Полоцкий
- Антоний (Зубко), архиепископ Минский
- Филарет (Малышевский), епископ Нижегородский
- Иван Григорьевич Слиборский, инспектор семинарии (1851—1862)